# Alt.dk
ALT.dk er et dansk Netmedie, der udgives af Egmontkoncernen. Sitet henvender sig primært til kvinder.

## Indhold
Sitet beskæftiger sig med seks stofområder: Mode, mad, sundhed, livsstil, bolig og børn. ALT.dk er også på sociale medier og skriver om events afholdt af Egmont, heriblandt Alt for damernes Kvindeløb, ALT for damernes Guldknap, Danmarks sødeste kassedame og Dans dig glad.

Redaktionen bag ALT.dk holder til hos Egmont Publishing på Østerbro i København.

## Historie
Alt.dk blev grundlagt i starten af 2016 med indhold fra syv af Egmonts fysiske titler: ALT for damerne, Eurowoman, fit living, RUM, BoligLiv, Hjemmet og Hendes Verden.
I 2017 blev indhold fra Vores Børn også lagt ind under Alt.dk.